# Ludvíkovice
Ludvíkovice är en ort i Tjeckien.   Den ligger i regionen Ústí nad Labem, i den norra delen av landet, 80 km norr om huvudstaden Prag. Ludvíkovice ligger 283 meter över havet och antalet invånare är 725.
Terrängen runt Ludvíkovice är lite kuperad.Runt Ludvíkovice är det ganska tätbefolkat, med 58 invånare per kvadratkilometer. Närmaste större samhälle är Děčín, 3,2 km väster om Ludvíkovice. Omgivningarna runt Ludvíkovice är en mosaik av jordbruksmark och naturlig växtlighet.